# Goudhartkalkbekertje
Het goudhartkalkbekertje (Craterium aureonucleatum) is een slijmzwam behorend tot de familie Physaridae. Het leeft saprotroof op de grond of kruidachtige plantendelen.

## Kenmerken
De sporocarpen zijn kortgesteeld of zittend, groeiend in kleine groepen en met een hoogte van 0,5 mm. De sporothecae zijn halfbolvormig of peervormig met een diameter van 0,3-0,5 mm, en hebben een doffe oranje-bruine kleur. Het hypothallus is wit, en membraanachtig. De steel kan tot 0,2 mm lang zijn, gegroefd en donkeroranje van kleur. De peridium bestaat uit twee lagen: de binnenste laag is membraanachtig, terwijl de buitenste laag dikker is en onderaan bleek oranje en bovenaan geel is, met witte kalkachtige korrels aan de bovenkant. De bovenkant vormt een bolvormig deksel, de binnenkant is papillair en de rand van de beker is gescheurd en onregelmatig. Het capillitium lijkt op een net met kleine mazen en talrijke kleine, hoekige, vaak vertakte witte of gele knooppunten die zich in het midden verzamelen om een oranje-gele pseudokolom te vormen, soms bevatten de knooppunten gele schijven. De sporen zelf zijn donker lila-bruin, 9-10 μm in diameter en bedekt met wratjes. Er is geen informatie bekend over het plasmodium van dit organisme.

## Verspreiding
In Nederland komt het goudhartkalkbekertje uiterst zeldzaam voor.